# 1087
Високе Середньовіччя •  Золота доба ісламу •  Реконкіста •  Київська Русь

## Геополітична ситуація
Візантію очолює Олексій I Комнін. Генріх IV є імператором Священної Римської імперії, а Філіп I — королем Франції.
Апеннінський півострів розділений між численними державами: північ належить Священній Римській імперії, середню частину займає Папська область, південна частина півострова окупована норманами. Деякі міста півночі: Венеція, Піза, Генуя, мають статус міст-республік.
Південь Піренейського півострова займають численні емірати, що утворилися після розпаду Кордовського халіфату, почалася окупація Альморавідами. Північну частину півострова займають християнські Кастилія, Леон (Астурія, Галісія), Наварра, Арагон та Барселона. Королем Англії став Вільгельм II Рудий. Олаф III є королем Норвегії, а Олаф I королем Данії.
У Київській Русі княжить Всеволод Ярославич, а у Польщі Владислав I Герман. Хорватію очолює Дмитар Звонимир. На чолі королівства Угорщина стоїть Ласло I.
Аббасидський халіфат очолює аль-Муктаді під патронатом сельджуків, які окупували Персію та Малу Азію, в Єгипті владу утримують Фатіміди, у Магрибі панують Альморавіди, у Середній Азії правлять Караханіди, Газневіди втримують частину Індії. У Китаї продовжується правління династії Сун. На півдні Індії домінує Чола. В Японії триває період Хей'ан.

## Події
- Після смерті Ярополка Ізяславича Волинське князівство отримав Давид Ігорович.
- Віктора III висвячено на папу римського, однак його понтифікат був недовгим, у вересні він помер. Імператор Священної Римської імперії Генріх IV продовжував підтримувати антипапу Климента III.
- 13-річного сина Генріха IV Конрада короновано в Аахені королем Німеччини.
- 9 вересня, у Руані, під час завойовницького походу на Францію після невдалого падіння з коня помер Вільгельм I Завойовник, перший нормандський король Англії з 1066 року (за легендою приводом до оголошення війни став жарт французького короля над повнотою Вільгельма). Його трон успадкував Вільгельм II Рудий.
- Інге I Старший повернув собі трон Швеції, убивши Свена I Кривавого.
- Сід Кампеадор  захопив Валенсію.
- Печеніги у Фракії завдали поразки військам візантійського імператора Олексія I Комніна і підійшли до Константинополя. Їхній поступ зупинили половці, які теж бажали свою частку військової здобичі.
- Флоти Генуї та Пізи захопили столицю Зірідів місто Махдія в Північній Африці.

- Перенесення мощей св. Миколая з Мир Лікійських у Барі.